# بادن (منطقه)

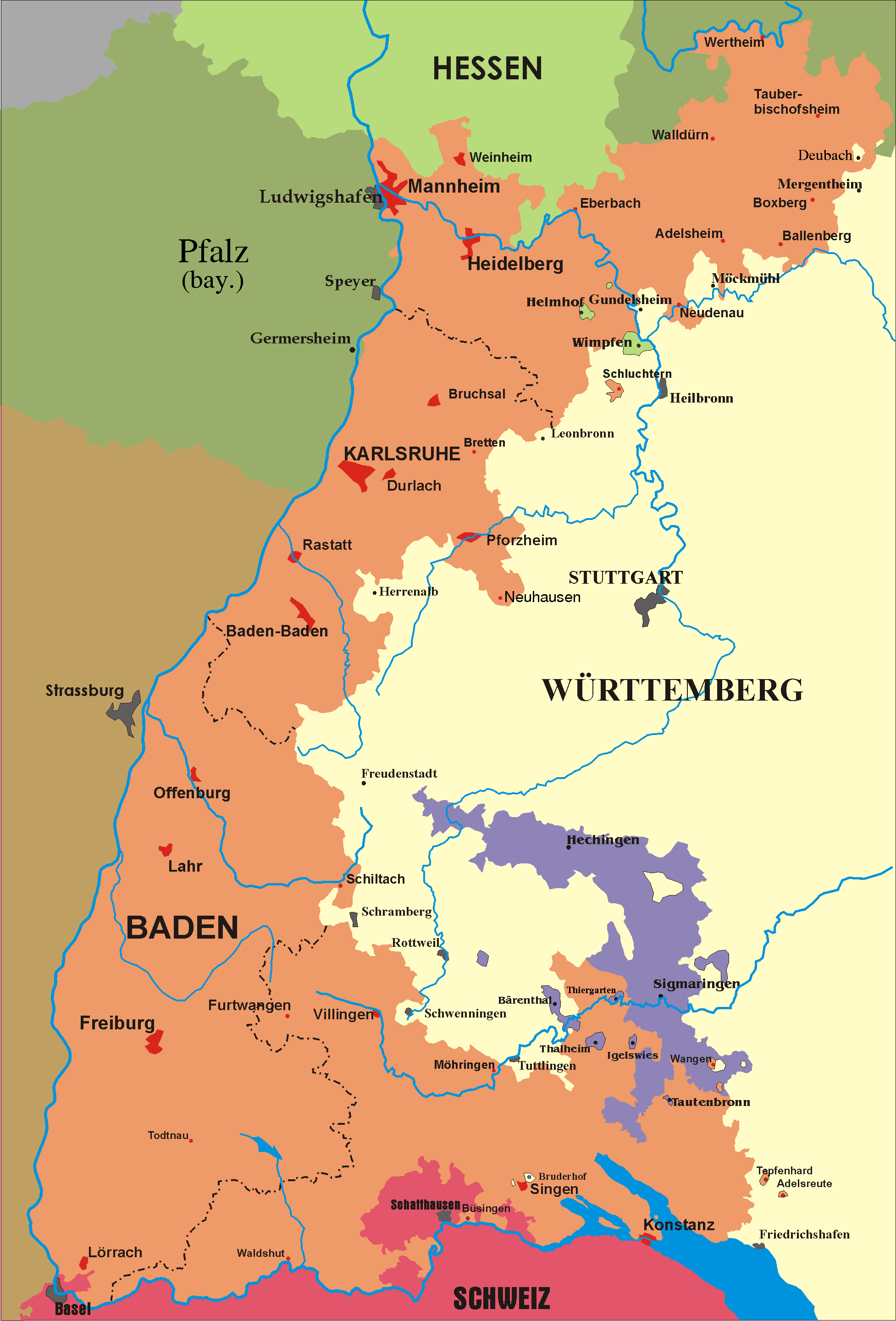
سرزمین بادن (۱۸۰۶-۱۹۴۵)

بادن (آلمانی: Baden) سرزمینی تاریخی در کشور آلمان است که در کنار وورتمبرگ و و هوهنتسولرن، دو سرزمین تاریخی دیگر، امروزه ایالت فدرال بادن-وورتمبرگ را تشکیل می‌دهند.

## تاریخچه
پس از انحلال دوک‌نشین شوابن، تاریخِ این سرزمین را می‌توان به‌صورت زیر خلاصه کرد:
- مارگراف بادن (۱۱۱۲-۱۸۰۶)
- حوزه بادن (۱۸۰۳-۱۸۰۶)
- دوک‌نشین بزرگ بادن (۱۸۰۶-۱۹۱۸)
- جمهوری بادن (۱۹۱۸-۱۹۴۵)

این سرزمین پس از پایان جنگ جهانی دوم به وورتمبرگ-بادن و بادن تقسیم شد. سرانجام در سال ۱۹۵۲ میلادی، تحت عنوان ایالت بادن-وورتمبرگ یکپارچه شد.